# Andrew Ducrow
Andrew Ducrow (10 de octubre de 1793-27 de enero de 1842) fue un jinete y empresario circense inglés. Se suele considerar a Ducrow el mejor jinete de la historia del circo.

## Biografía
Era hijo de Peter Ducrow, un emigrante belga, que hacía de forzudo en ferias ambulantes. De pequeño practicó la acrobacia y el contorsionismo, pero destacó en la equitación. Llegó a manejar nueve caballos simultáneamente. Fue alumno de Philip Astley, el creador del circo moderno. En sus números colaboraba su esposa, la amazona Miss Griffiths; en otras ocasiones trabajó con la amazona Luisa Woolford, considerada la mejor de su tiempo.
En 1824 sucedió a su maestro como director del Anfiteatro Astley. Ducrow fue el primer empresario circense en preocuparse por los aspectos más estéticos y creativos del circo, por lo que ganó en artisticidad, como se vio en varios de sus montajes, casi teatrales, como La batalla de Waterloo o El correo de San Petersburgo. Fue el primero en introducir folletos que describían el espectáculo. Estuvo al frente de la compañía hasta 1840, fecha en que un incendio devastó el circo. Desanimado, cayó en la demencia.